# Dixmont

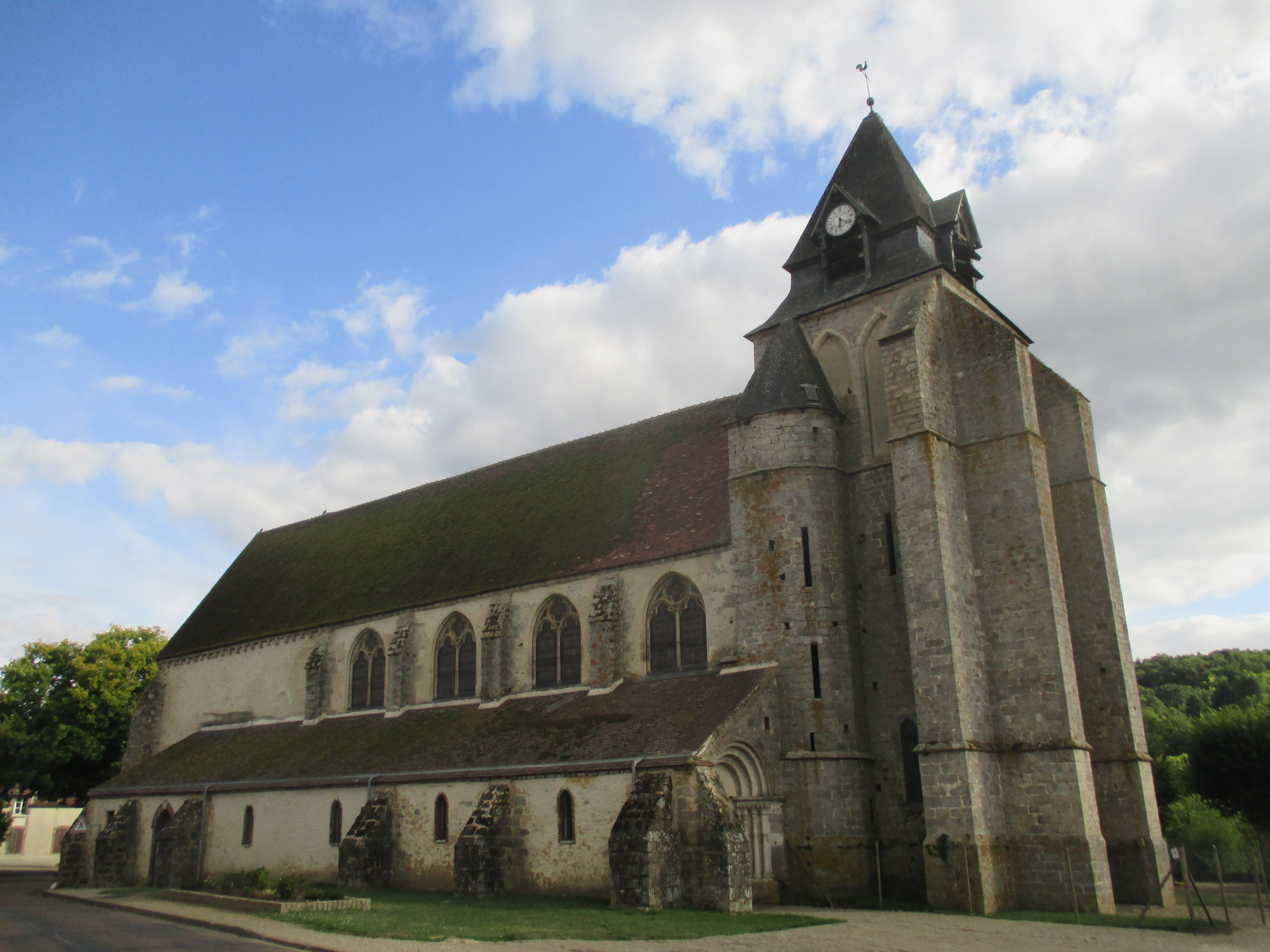

Dixmont es una localidad y comuna francesa situada en la región de Borgoña, departamento de Yonne, en el distrito de Sens y cantón de Villeneuve-sur-Yonne.

## Demografía
| 1 192 | 1 302 | 1 296 | 1 290 | 1 526 | 1 538 | 1 600 | 1 637 | 1 696 | 1 816 | 1 810 | 1 734 | 1 709 | 1 642 | 1 561 | 1 542 | 1 476 | 1 362 | 1 262 | 1 139 | 929 | 930 | 876 | 812 | 804 | 754 | 680 | 618 | 539 | 584 | 662 | 807 | 896 |
| Para los censos de 1962 a 1999 la población legal corresponde a la población sin duplicidades (Fuente: INSEE [Consultar]) |       |       |       |       |       |       |       |       |       |       |       |       |       |       |       |       |       |       |       |     |     |     |     |     |     |     |     |     |     |     |     |     |